# جون راسيل (عسكري)
جون راسيل (بالإنجليزية: John Russell)‏ هو بحار أمريكي، (ولد في نيويورك في الولايات المتحدة 1852  م).